# Aïn Leuh
Aïn Leuh (en berbère : ⴰⵖⴱⴰⵍⵓ ⵏ ⵍⵍⵓⵃ, en arabe : عين اللوح) est une commune rurale marocaine de la province d'Ifrane, dans la région de Fès-Meknès. Elle comporte un centre urbain du même nom.

## Géographie
Aïn Leuh est située au cœur du Moyen Atlas. La forêt, qui comprend notamment des cèdres, y est prépondérante : sa superficie (21 705 ha) représente plus de la moitié de celle de la commune (37 202 ha).

## Histoire
Le général de Gaulle y fut reçu, « au lieu-dit La Kissaria », le 9 août 1943.
Le lieu est également cité a de nombreuses reprises dans l’ouvrage « Journal de guerre: 1914-1918 » de Maurice Bedel, prix Goncourt, qui relate son expérience des âpres combats dans la région d’Aïn Leuh au debut de la colonisation.

## Population et société
Aïn Leuh accueille chaque année en juillet le Festival national d'ahidous, un festival des arts populaires amazighs créé en 2000. Depuis 2009, y est également organisée en juin, par l'association Anarouz, une Rencontre de la cerise,. Un souk hebdomadaire s'y tient chaque mercredi.

## Économie
Plus de 40 % de la production nationale de cerises est fournie par Aïn Leuh.

## Galerie

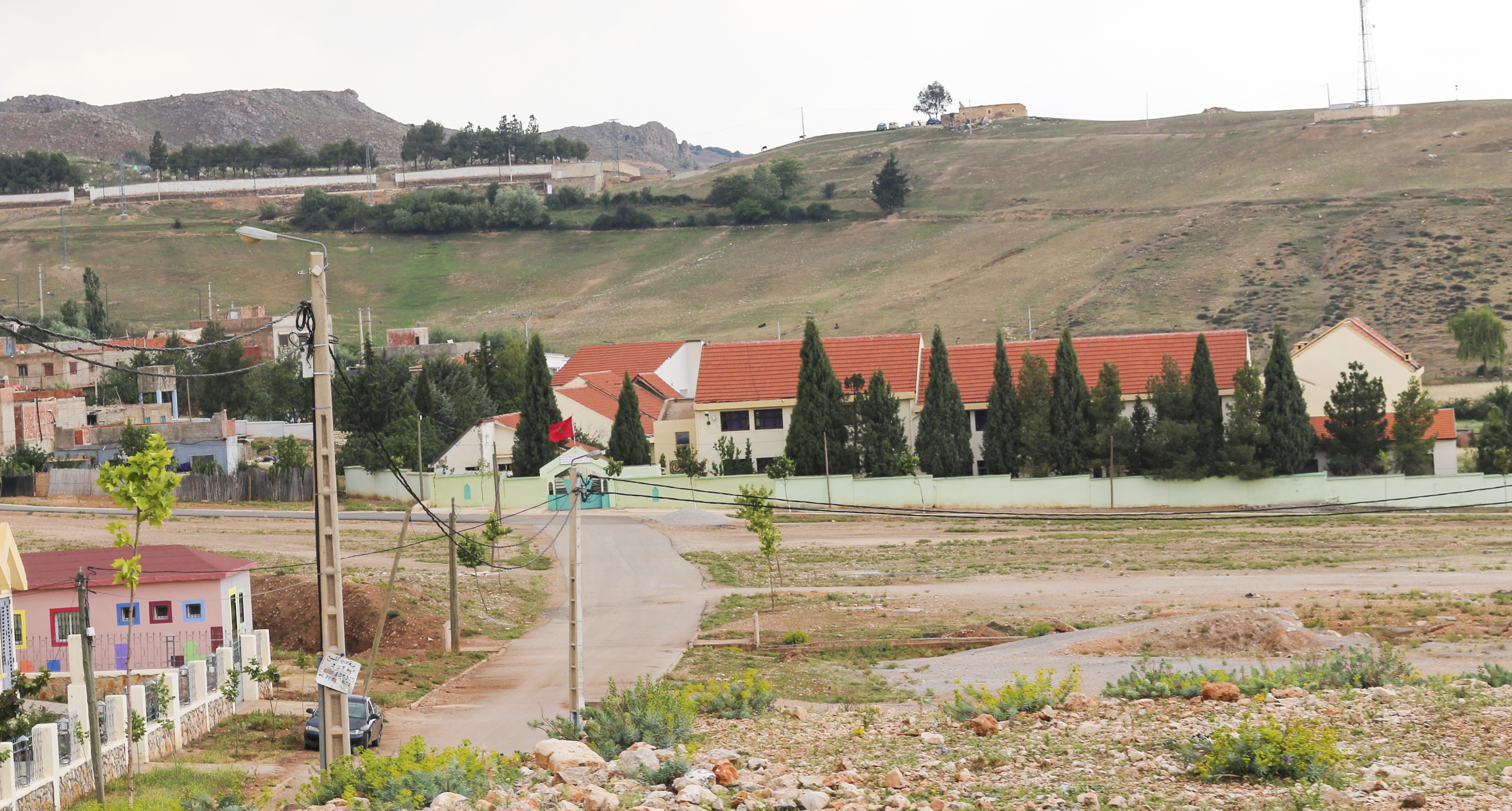
école au centre d'Ain Leuh
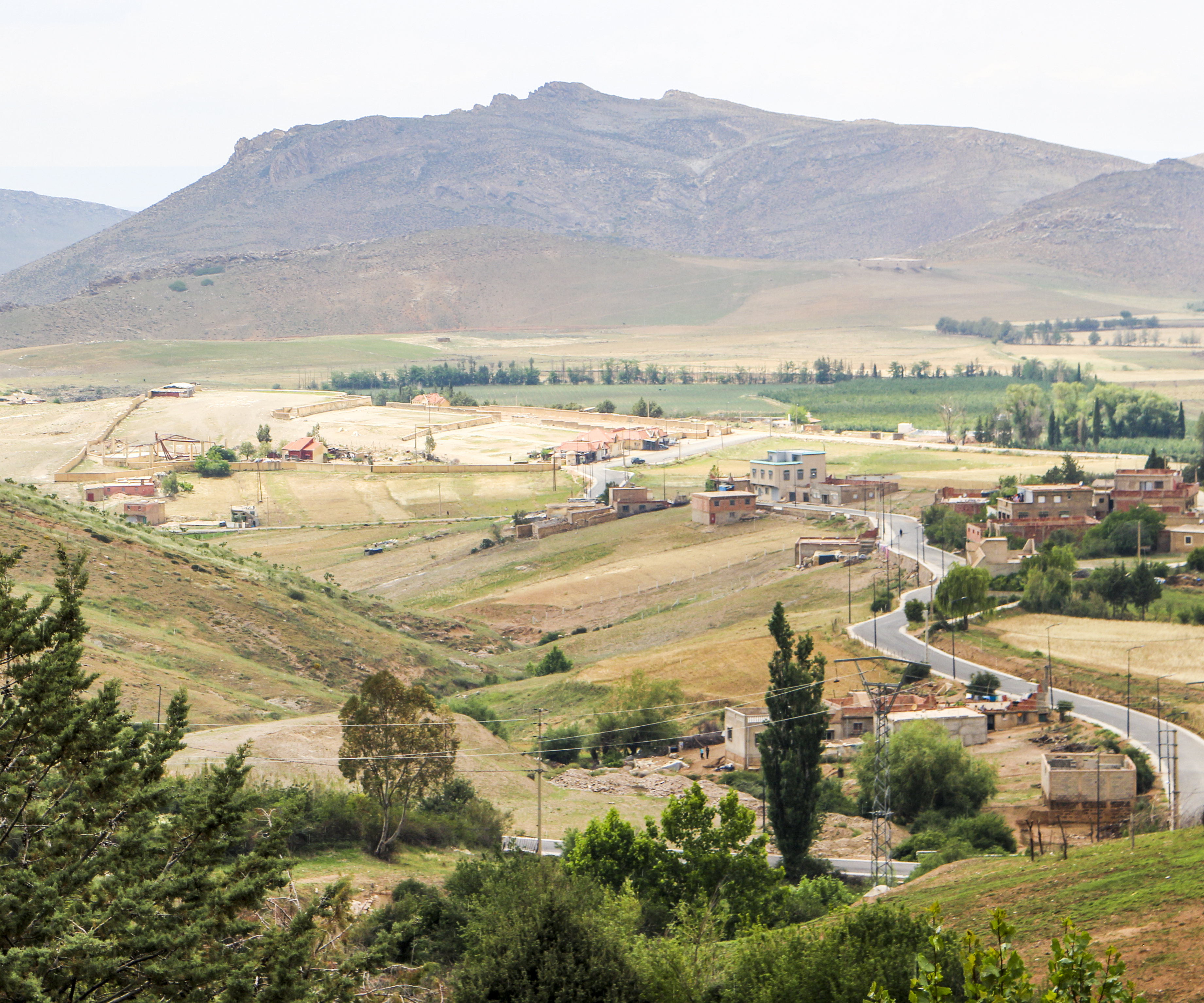
Vue panoramique de la commune d'Ain El Leuh